# V・ファーレン長崎
V・ファーレン長崎（ヴィ・ファーレンながさき、蘭: V-Varen Nagasaki）は、日本の長崎市、諫早市を中心とする長崎県全県をホームタウンとする、日本プロサッカーリーグ（Jリーグ）に加盟するプロサッカークラブ。

## 概要
2009年にJリーグ準加盟クラブとして承認され、2012年11月にJリーグへ加盟した。「V・ファーレン」のうち「V」はポルトガル語で勝利を意味するVITORIA（ヴィトーリア）とオランダ語で平和を意味するVREDE（フレーデ）の頭文字、「ファーレン」（VAREN）はオランダ語で「航海」を意味している。
ホームスタジアムはPEACE STADIUM Connected by SoftBank、練習場は諫早市の「諫早市サッカー場/なごみクラブハウス」を主に使用している。マスコットはヴィヴィくん。
長らく長崎県内の複数の企業が出資していたが、2017年に経営問題が発覚した際に通信販売大手のジャパネットたかたの持株会社であるジャパネットホールディングス（佐世保市）が第三者割当増資と既存株式を引き受けて完全子会社化している（後述）。現在の代表取締役会長兼社長は髙田旭人。

## 歴史

### 前史
2004年、有明町（2006年1月に島原市に編入）で活動していた「有明SC」と長崎県立国見高等学校サッカー部OBを中心に結成された「国見FC」が統合した「有明SC」が前身。2004年、長崎県サッカーリーグ1部で優勝。また、九州各県リーグ決勝大会でも準優勝して九州リーグ昇格を決めた（決勝はFC琉球に敗退）。

### 2005年 - 2008年（九州リーグ）

#### 2005年
元サッカー日本代表の高木琢也がテクニカル・アドバイザーに就任。また、同年よりチーム名を「V・ファーレン長崎」へ改称した。9月、森貴信が初代事務局長に就任。長崎県の支援もあり運営法人設立の準備が本格的にスタートした。
九州リーグ1年目の挑戦は、13戦5敗（勝ち点37）の3位。有明SCを母体としたのは開幕約1ヶ月前と準備期間は短かったが、試合を重ねながら組織力を高めていった。リーグを通じて守備を重視していて、18試合、大きく崩れることはなかった。一方、課題の多かった攻撃面も徐々に得点パターンを確立。無得点試合はわずか3試合で、FW森本は開幕戦で2ゴールを決めるなどして1人で12得点を挙げるなど活躍した。

#### 2006年
1月、特定非営利活動法人（NPO法人）V・ファーレン長崎スポーツコミュニティ設立。4月より県内最大規模の面積を誇る長崎県立百花台公園の指定管理者となる。6月、株式会社V・ファーレン長崎設立。初代社長には小嶺忠敏が就任。クラブの運営法人を「NPO法人V・ファーレン長崎スポーツコミュニティ」から「株式会社V・ファーレン長崎」へ移行。なお、NPO法人V・ファーレン長崎スポーツコミュニティは、地域振興業務を中心に活動を継続。前年からメンバーを大幅に入れ替えた2年目は14勝2敗（勝ち点43）で九州リーグを初優勝し、全国社会人サッカー選手権大会（以下全社）も優勝した。JFL昇格をかけた全国地域サッカーリーグ決勝大会は福岡からMF大塚ら8人を補強して臨んだが決勝ラウンド3戦3敗の成績で最下位に終わった。なお、10月に元セレッソ大阪監督の小林伸二が強化部長兼アシスタントコーチに就任。

#### 2007年
大渕龍介が監督に就任したが、不適切な言動でチームの信頼関係を乱したとして開幕前の3月24日付で解任。前監督で総監督の岩本文昭が再び監督に就任した。リーグ戦は17勝3敗（勝ち点47）の3位。全国社会人サッカー選手権大会も3位で終え、JFL昇格に届かなかった。なお、運営法人は2005年度、2006年度、2007年度と、難しいとされるクラブ創業期における3期連続黒字を達成した。

#### 2008年
愛媛FCユース元監督の東川昌典が監督に、強化育成部長にアビスパ福岡、元チーム統括グループ副長の中村重和がそれぞれ就任した（前監督の岩本は長崎銀行からの派遣という形でクラブの事業部長兼総務部長に就任）。九州リーグは15勝3敗（勝ち点46）で2位。第32回全国地域サッカーリーグ決勝大会は決勝ラウンド2位（FC町田ゼルビアが優勝）の成績を収めた。12月9日、日本フットボールリーグ（JFL）の評議員会でJFLへの昇格が承認された。

### 2009年 - 2012年（JFL）

#### 2009年
- チームスローガン：「挑戦」

2月、Jリーグ準加盟クラブとして承認された が、ホームスタジアムの長崎県立総合運動公園陸上競技場の改修（2010年7月から3年間、第69回国民体育大会の開催に伴う）時期の代替スタジアムの目処が無いことなどより、2010年度のJリーグ入りを断念した。
JFLリーグ戦は開幕から低迷し、6月4日付で東川を監督より解任。後任の大久保毅も6月30日に辞任したため、岩本文昭が監督代行を務めた後、7月22日に監督に就任したが、JFLリーグ戦は12勝8分け14敗（勝ち点44）で11位の成績に終わった。天皇杯は2回戦で横浜FMに敗退した。

#### 2010年
- チームスローガン：「結束」

草津元監督の佐野達が監督に就任。なお、Jリーグ入会予備審査で前年同様の指摘を受けて、2011年度のJリーグ加盟を断念した。運営会社の代表取締役であった小嶺忠敏は2年連続でスタジアム問題等によりJ2参入を逃した責任を取って辞任した。
リーグ戦は15勝8分け11敗（勝ち点53）で5位の成績。目標に掲げていたJ2昇格圏内の4位には届かなかった。天皇杯は2回戦で横浜FMに敗退。

#### 2011年
1月11日、運営会社の代表取締役社長に元長崎銀行支店長の宮田伴之が就任し、小嶺はチームアドバイザーに就任。2011年はJリーグ入会予備審査申請自体を見送った。リーグ戦は15勝11分け7敗（勝ち点56）で5位。FW有光亮太が得点ランキング2位に入る活躍を見せ、ベストイレブンに選ばれた。天皇杯は2回戦で東京Vに敗北。

#### 2012年
リーグ戦は前半戦を首位で折り返して、天皇杯でのJFLシードを獲得。なお、天皇杯は2回戦で千葉に敗退した。また、U-18チームを設立し、U-18監督にOBの原田武男、コーチに竹村栄哉と加藤寿一がそれぞれ就任。
9月、2013年のJリーグクラブライセンスについて、条件付きながらJ2ライセンスが交付された（2013年シーズン開幕までにスタジアムが供用開始できること及びJ2入会審査に合格すること）。
11月11日、JFL初優勝が決定。11月12日のJリーグ臨時理事会で正式にJリーグへの入会が承認され、2013年シーズンからのJ2参加が決定した。20勝7分け5敗（勝ち点67）でシーズンを終えた。シーズン終了後、クラブ側の「監督も含め、もっと県民に親しまれ、愛されるチームをつくるための一つの方策」との方針を理由として佐野が監督を退任した。

### 2013年 - 2017年（J2）

#### 2013年
- チームスローガン：「飛翔 -Fly&Run-」

前熊本監督で、2005年にテクニカルアドバイザーであった高木琢也が監督に就任。J2昇格後初年度は12位以内、2年目にJ1昇格プレーオフ圏内となる6位以内、3年目に自動昇格圏となる2位以内を目指すと発表した。
9月、2014年度のJリーグクラブライセンスについて、J1ライセンスが交付された。
リーグ戦は、第4節ホーム富山戦でJ2初勝利。その後、第15節ホーム京都に敗れるまで4連勝1回を含む11試合負けなしで、第13節終了時に2位、その後もプレーオフ圏内の6位以内を維持。第40節終了時にはJ1昇格プレーオフ準決勝のホームゲーム開催権の与えられる4位であったが、第41節および42節と連敗して最終成績は19勝9分け14敗（勝ち点66）で6位（なお、J2創設後に新規加入したクラブとして初年度過去最高の順位）。プレーオフ準決勝は京都と0-0で引き分けたが、規定により決勝進出はかなわなかった。天皇杯は2回戦で東京Vに敗退した。

#### 2014年
- チームスローガン：「努力=無限」

高木体制2年目。4月で運営会社の社長に大村市元副市長の内田正次郎が就任した。リーグ戦は第1節、5節から13節で、昇格圏に入るが、怪我人の続出で、第9節から16節と第18節から25節に8試合連続未勝利となる。また後半戦に入ると1度も1桁順位に復帰できず、第40節の東京Vに敗れたことで、プレーオフの可能性が消滅。年間成績は12勝16分け14敗（勝ち点52）で14位。
天皇杯は4回戦で千葉に敗退した。

#### 2015年
- チームスローガン：「結心 〜ナガサキをひとつに〜 ALL FOR NAGASAKI」

高木体制3年目。
リーグ戦は、3節以降17節まで昇格圏内の順位をキープ、18節に一度昇格圏内から落ちたが、34節以降プレーオフ圏内に再浮上、最終順位は15勝15分け12敗（勝ち点60）で6位となり、2年ぶり2度目の昇格プレーオフ進出を決めた。昇格プレーオフは、この年プレーオフを制してJ1に昇格する福岡に0-1で敗れ準決勝で敗退した。天皇杯は2回戦で大分に敗れた。

#### 2016年
高木体制4年目。4月、運営会社の社長に池ノ上俊一が就任。内田正二郎前代表取締役社長は取締役会長へ就任した。
深井正樹（相模原）、花井聖（北九州）、黒木聖仁（甲府）、イ・ヨンジェ（京都）、刀根亮輔（期限付き移籍期間満了）ら15名が退団。補強は、上本大海（仙台）、昨年栃木SCへ期限付き移籍していたパク・ヒョンジン（広島）、田中輝希（名古屋）、永井龍（C大阪）、田中裕人（磐田から期限付き移籍）らを補強。昨年期限付き移籍だった梶川諒太が完全移籍に移行。新外国人として、富川FCからロドリゴが加入した。シーズン中には、武内大（契約解除）、植草裕樹（清水へ完全移籍）、ロドリゴ（北九州へ期限付き移籍）がチームを去ったが、元日本代表の坂井達弥と白星東（ともに鳥栖）、碓井鉄平（長野）を期限付き移籍で補強した。また10月12日には甲府から期限付き移籍で加入していた松本大輝が日本サッカー協会選手契約書内第9条1（5）にある「クラブの秩序風紀を乱す行為」があったことを理由に期限付き移籍契約終了となり退団した。
2節のホーム開幕戦で名門清水に0-3で完敗したのを皮切りに11試合連続未勝利という長いトンネルに入る。順位は低迷し一時は最下位にまで転落。上位発進した過去3年とは対照的な滑り出しだった。その後9位にまで順位を上げたが、28節から最終節の42節までで勝ち星を挙げたのは37節の山口戦のみとなるなど苦戦した。その次節のアウェー千葉戦で1-1で引き分け、プレーオフ進出の可能性が消滅した。最終順位は10勝17分け15敗（勝ち点47）で15位。天皇杯は2回戦で横浜FCに敗退した。

#### 2017年
高木体制5年目。永井龍が名古屋へ、大久保択生がFC東京へ、梶川諒太が東京Vへ、佐藤洸一が金沢へそれぞれ完全移籍、岸田翔平が期限付き移籍期間満了となるなど16名が退団。一方で補強は、FC東京から前年山口でプレーしており、2013年に在籍していた幸野志有人、群馬から乾大知、甲府から福田健介、山形から田代真一を完全移籍で、広島から増田卓也をそれぞれ期限付き移籍で獲得。昨年期限付き移籍だった木村裕が完全移籍に移行。新外国人としてUCAMムルシアCFからファンマ、ハート・オブ・ミドロシアンFCに所属していたが、2016年夏からフリーになっていたミゲル・パジャルドが加入した。
シーズン前に経営問題が発覚するものの（後述）、リーグ開幕戦は群馬戦に4-0と大勝。しかし続く2試合で1分1敗となり、第3節終了時には11位まで順位を下げる。しかしこれが年間最低順位となり、直後の第4節から3連勝で一気に3位まで順位を戻し、その後前半戦中盤は混戦となったこともあって3位から9位の間を推移、しかし前半戦終了となる第21節には前節の9位から4位に浮上、10勝5分6敗の勝ち点35、自動昇格圏内の2位とは勝ち点差8で前半戦を終える。
天皇杯では、初戦となる2回戦で山形に延長戦の末0-1で敗れた。
シーズンを通じ、リーグ戦の連敗は第7節からの3連敗と、第24・25節の2連敗のみと大きな連敗がなく、後半戦は常にJ1昇格プレーオフ圏内となる6位以上を維持したものの、第27節湘南戦に敗れた際は、同節終了時2位の福岡に勝点差を11にまで広げられる。しかし、第30節京都戦の勝利から、5連勝と3連勝を含む12戦連続負けなしとなった一方、2位の福岡が第28節から6試合連続未勝利となったことなどもあり、第33終了時には、ついに福岡を抜いて、第2節以来となるJ1自動昇格圏内の2位に浮上。その後福岡とのデッドヒートに勝ち星を積み上げた名古屋が絡む三つどもえの展開となる。
3位名古屋・4位福岡と勝ち点差2の2位で迎えた11月11日の第41節、昼の試合で名古屋が敗れて福岡が引き分けに終わり、その日のナイトゲーム・ホーム讃岐戦に勝てば2位確定（J1自動昇格）という状況を迎えた。クラブ史上最多でスタジアムの収容可能人数を超える22,407人の観客を集めたこの試合、唯一JFL時代から在籍する前田悠佑の勝ち越しゴールなどで3-1で勝利。J2昇格から5年目にして初のJ1昇格を成し遂げた。また、初のJ1昇格を受けて「平成29年 長崎県 県民表彰 特別賞」を受賞した。最終成績は24勝8分け10敗（勝ち点80）。

### 2018年（J1）

#### 2018年
- グローバルスローガン：「正々道々 〜ナガサキから、世界へ〜」
  - 2018年スローガン：「Challenge to the next DREAM」

高木体制6年目。元ナショナルトレセンコーチなどを務めた松田浩が育成部部長に就任、元長崎U-18監督で昨シーズン北九州の監督を務めていた原田武男がトップチームコーチとして復帰、貝﨑佳祐がトップチームテクニカルコーチに就任。村上佑介が現役引退、契約満了等により古部健太（山形へ移籍）、三浦雄也（現役引退）、ミゲル・パジャルド（レアル・ムルシアへ移籍）、期限付き移籍加入していた丸岡満（山口へ期限付き移籍）が退団、ソン・ヨンミンが讃岐に完全移籍、林田隆介がJFL・ヴェルスパ大分に期限付き移籍、前年から沼津に期限付き移籍していた畑潤基の期限付き移籍期間を延長した。一方、FC東京から徳永悠平、新潟から鈴木武蔵（昨季は松本に期限付き移籍）、神戸から徳重健太、福岡から中村北斗、甲府から黒木聖仁、1.FCハイデンハイムからベン・ハロランが完全移籍で加入、札幌（昨季はG大阪へ期限付き移籍）から中原彰吾が期限付き移籍加入、本多琢人（東海学園大学）、新里涼（順天堂大学）、米田隼也（順天堂大学）が新入団した。
リーグ戦では、開幕から6戦未勝利（2分4敗）となり、一時は17位まで順位を落とすが、第7節・清水戦でJ1初勝利を果たすと、そのまま4連勝し第10節終了時には9位まで順位を上げる。直後に3連敗するも、5勝2分8敗、15位でワールドカップによる中断期間に突入した。一方、YBCルヴァンカップでは、グループステージの最初の3節で2勝1分の成績を残し一旦はグループ首位に立ったものの、残る3試合は全敗。グループ3位に順位を落としグループリーグ敗退となった。天皇杯では、2回戦で松江シティFCに0-0の後、延長戦で先制するも追いつかれ、アディショナルタイムのゴールで2-1と辛勝。3回戦では湘南相手に0-0の後、延長戦で先制するもアディショナルタイムに追いつかれ、PK戦で3-4で敗れた。
中断期間中、シドニーFCからヨルディ・バイス、RCDエスパニョールからハイロ・モリージャス、新潟から磯村亮太、徳島から大本祐槻が完全移籍で加入した一方、MFベン・ハロランが家族の事情で双方合意の上契約解除、乾大知、田代真一ら8選手が他クラブに期限付き移籍した。
リーグ再開後の試合を連敗し、中断前から数えて3連敗。第18節・FC東京戦は1-0で勝利したが、翌節からは5連敗含む7試合未勝利と勝ち点を伸ばせず、第23節終了時にシーズン初の最下位に転落。そのまま最下位から抜け出せず、第32節・横浜FM戦に敗れたことで年間17位以下が確定した。この時点ではJ1ライセンス未所持のFC町田ゼルビアのJ2リーグ成績次第で残留の可能性を残していたが、11月17日に行われたJ2最終節の結果、町田の年間順位が4位で確定したことにより、長崎のJ2自動降格が決定した。降格決定2日後の11月19日、高木の今シーズン限りでの監督退任が発表された。第33節、G大阪戦に敗れ、1試合を残してJ1年間最下位が決定した。最終節を引き分け、年間成績は8勝6分20敗の勝ち点30に終わったものの、J1が18チーム体制となった2005年以降の最下位クラブの最多勝ち点を更新した（翌年に磐田が勝ち点31で更新）。

### 2019年 - （J2）

#### 2019年
- チームスローガン：「NAGASAKI, the ONE! 一つに、唯一に、一番に。」

新監督に、前日本代表コーチ・U-23日本代表監督で、仙台での指揮経験もある手倉森誠を招聘。JFL時代を知る最後の選手となった前田悠佑が現役引退（普及インストラクターに就任）。中村慶太(→清水)、鈴木武蔵(→札幌)、フアンマ(→大宮)、田上大地(→柏)、飯尾竜太朗(→仙台)、乾大知(→横浜FC)、田代真一(→横浜FC)、北谷史孝(→FC岐阜)、木村裕(→長野)、福田健介(→栃木)、奥田達朗(→高知)がそれぞれ完全移籍。平松宗(→新潟)、中原彰吾(→札幌)、増田卓也(→広島)がレンタル期間終了で退団。ヨルディ・バイス(→徳島)、碓井鉄平(群馬→富山)がレンタル移籍した。一方、玉田圭司(名古屋)、長谷川悠(清水)、角田誠(清水)、亀川諒史(柏)、大竹洋平(岡山)、鈴木彩貴(横浜FM)が完全移籍で加入した。古賀貴大(九州総合スポーツカレッジ)、鹿山拓真(東海学園大)、江川湧清(U-18からトップ昇格)が新入団。また吉岡雅和、畑潤基、香川勇気がレンタル期間終了で復帰、イ・サンミン(蔚山現代FC)、イ・ジョンホ(蔚山現代FC)がレンタル移籍加入した。リーグ戦開幕後に呉屋大翔(G大阪)、カイオ・セザール(川崎)、秋野央樹(湘南)、ビクトル・イバルボ(鳥栖)がレンタル移籍加入、チェ・キュベック(→済州ユナイテッドFC)がレンタル移籍した。またハイロ・モリージャスが両者合意のもと契約解除で退団となった。
2月8日、10日にハワイ州のアロハ・スタジアムで開催された「パシフィック・リム・カップ2019」に初出場し、初優勝した。
リーグ戦は、開幕戦で横浜FCに勝利し5位に付けたのがシーズン最高順位となり、7節には20位まで落ちる。その後持ち直し4連勝した16節ではプレーオフ圏内の6位まで戻すがその後勝ちきれず、25節以降は二桁順位から浮上することなく12位でシーズンを終える。呉屋がJ2記録タイの7試合連続ゴールをあげ、得点ランキング3位になるなどの活躍を見せたが、17勝20敗5分（勝ち点56）と負け越したシーズンだった。
YBCルヴァンカップでは2勝2分2敗で札幌に次ぐ2位で初のグループリーグ突破。プレーオフステージではG大阪と対戦し、2ndレグを2-0で勝利するも合計得点3-4で惜敗した。天皇杯では2回戦で高知に延長の末2-1で勝利、3回戦では三重に延長でも決着つかずPK戦で勝利、第4回戦ではJ1仙台に2-1で勝利し初の準々決勝に進出。準々決勝では同じJ2の甲府に2-1で勝利したものの、準決勝でJ1鹿島に2-3で敗れ、国立競技場のこけら落としとなる決勝進出を逃した。
シーズン終了後の2020年1月1日をもってに社長の髙田明が退任し、後任に長女でジャパネットホールディングスの関連会社の社長を務めていた髙田春奈が就任することが発表された。

#### 2020年
- チームスローガン ：「PASSION and ACTION 〜感じて動く〜」

手倉森体制2年目。1月2日、髙田春奈が社長に就任した。中村北斗と鈴木彩貴が現役引退、2013年から在籍していた高杉亮太が栃木へ、翁長聖が大宮へ、香川勇気が大分へ、黒木聖仁が京都へ、大本祐槻が新潟へ、碓井鉄平が富山へ、長谷川悠がオーストラリアのウーロンゴンオリンピックFCへ、幸野志有人がニュージーランドのシドニーオリンピックFCへ、徳島に期限付き移籍していたヨルディ・バイスが京都へ完全移籍した。G大阪から期限付き移籍の呉屋大翔が期限付き期間満了で柏へ、蔚山現代から期限付き移籍のイ・ジョンホとイ・サンミンが期限付き期間満了となった。島田譲が新潟へ期限付き移籍した。鳥栖から期限付き移籍したビクトル・イバルボと湘南から期限付き移籍した秋野央樹が完全移籍した。ブラジルのアトレチコ・ミネイロからルアン、湘南からフレイレ、清水から二見宏志、町田から富樫敬真が完全移籍で加入した。川崎からカイオ・セザールが期限付き期間延長、清水から高木和徹、新潟から加藤大が期限付き移籍で加入した。JFAアカデミー福島U-18から加藤聖、植中朝日が、専修大学から氣田亮真、桃山学院大学から毎熊晟矢が加入した。
2月23日、栃木との開幕戦をフレイレのゴールで1-0で勝利した後、新型コロナウイルス感染症拡大によるリーグ戦中断を挟み、開幕4連勝を含む9戦負けなしで、2位大宮に最大勝点差5をつけ首位に立つ。その間、第3節福岡戦でJ2リーグクラブ通算100勝を達成、また第6節岡山戦におけるカイオ・セザールのゴールがクラブ通算300ゴールとなった。しかし8月に入ると第10節徳島戦でシーズン初の敗戦を喫するなど、4戦で1勝1分3敗の勝点4と足踏みし2位以下との差を詰められ、第13節から3連勝するも、9月はJ2リーグ全22チーム中唯一月間8試合勝利なし（5分3敗）となり、第18節アウェー甲府に0-2で6試合ぶりに敗れた際に北九州と入れ替わりで2位に後退、さらに第20節アウェー松本戦では64分時点で2-0とリードしながら追いつかれ引き分け、徳島と入れ替わり、J1昇格圏外の3位に降格、第22節ホーム福岡戦に1-3で敗れ、第16節終了時点では勝点差17をつけていた福岡に勝点で並ばれ、第23節ホーム徳島戦も終了間際に先制を許し0-1で敗れ、シーズン初の連敗を喫すると同時に、同節勝利した福岡に抜かれ4位に後退する。その後第28節に北九州を抜き3位浮上し、一時は2位福岡に勝点差2まで迫ったものの、第41節ホーム甲府戦で先制しながらも引き分け、同節勝利した2位福岡との勝ち点差が残り1試合で4となり年間3位が確定、J1復帰を逃した。最終成績は23勝11分け8敗（勝ち点80）。昇格を逃がすことが決定した直後の12月18日、同シーズン限りで手倉森が監督を退任することが発表された。

#### 2021年
- チームスローガン：「全力で光れ 〜Keep on Shining for the Future〜」

前シーズントップチームコーチだった吉田孝行が監督に就任 した。
徳永悠平が引退、新里涼(→水戸)、島田譲(→新潟)、吉岡雅和(→福岡)、古賀貴大(→アルビレックス新潟シンガポール)、氣田亮真(→仙台)、角田誠(→ポルベニル飛鳥)、8月に富樫敬真(→仙台)がそれぞれ完全移籍で、庄司朋乃也(→C大阪)はレンタル終了で退団。畑潤基(→栃木)、7月に鹿山拓真(→富山)がそれぞれ期限付き移籍した。一方、カイオ・セザール(川崎)、加藤大(新潟)、エジガル・ジュニオ(横浜FM)が前年の期限付き移籍から完全移籍に切り替え、山崎亮平(柏)、新里亮(磐田)、都倉賢(C大阪)が完全移籍で、ウェリントン・ハット(ACゴイアニエンセ)、原田岳(横浜F・マリノス)が期限付き移籍で入団した。また鍬先祐弥 (早稲田大学)、五月田星矢(U-18からトップ昇格)が新入団となった。
スタートダッシュに失敗し5節には降格圏の19位まで落ちるなど11節までで4勝2分5敗の11位、またそこまでの全試合で失点するなど奮わず、5月3日に吉田監督の解任が発表された（トップチームのアシスタントコーチに就く）。同時に5月9日の北九州戦よりアカデミーダイレクターの松田浩が監督として指揮を執ることが発表された。松田監督に交代後は息を吹き返し、25節で植中朝日が、その4日後の30節でエジガル・ジュニオがハットトリックを決めるなどの活躍もあり、32節で磐田、京都に続く3位まで上昇。しかし残り2試合となる40節で首位磐田と引き分け、勝ち点7差の2位京都も引き分けたことでJ1昇格の可能性がなくなった。41節のホーム最終戦で岡山に敗れたことで年間4位になることが確定した。最終成績は23勝10分け9敗（勝ち点78）。
天皇杯は4回戦（ベスト16）まで進んだが、鹿島に1-3で敗れた。
この年より開催されたエリートリーグでは、福岡・鹿児島・琉球と同じグループCで戦い4勝2分の無敗でグループ優勝した。
11月11日午前11時11分、背番号11番を背負う玉田圭司が同シーズン限りで現役を引退することが発表された。

#### 2022年
- チームスローガン：「100%〜予想以上、理想以上。〜」

松田浩体制2年目。玉田圭司が引退、磯村亮太(→栃木)、毎熊晟矢(→C大阪)、亀川諒史(→横浜FC)、フレイレ(→岐阜)、新里亮(→大宮)、徳重健太(→愛媛)がそれぞれ完全移籍で、ウェリントン・ハット(→アトレチコ・ゴイアニエンセ)はレンタル終了、ルアンは双方合意の上退団した。また、期限付き移籍中だった鹿山拓真がそのまま富山に、栃木に期限付き移籍中だった畑潤基は岐阜に、清水より期限付き移籍中だった高木和徹は契約を満了し東京Vに、それぞれ完全移籍することになった。また名倉巧が仙台に期限付き移籍した。一方、原田岳(横浜FM)が前年の期限付き移籍から完全移籍に切り替え、村松航太(北九州)、クリスティアーノ(柏)、高橋峻希(柏)、奥井諒(清水)、櫛引一紀(大宮)、浅沼優瑠(讃岐)、奥田晃也(水戸)が完全移籍で、笠原昂史(大宮)が期限付き移籍で加入。また笠柳翼(前橋育英高校)が新入団、2020年より2種登録されていた安部大晴はプロ契約を締結した。
1月31日、2020年より社長を務めた髙田春奈が、3月15日付けで日本プロサッカーリーグの常勤理事に就任することにともない2月いっぱいで社長を退任することが発表され、後任には長崎ヴェルカの社長も務める岩下英樹が兼任することになった。
シーズン序盤のスタートダッシュに失敗し一時降格圏に落ちるなどしたが、折り返しの第21節を終えて9勝8敗4分の暫定5位につけたところで、松田浩からクラブ史上初の外国人監督となるファビオ・カリーレへの監督交代を発表。7月2日のアウェー甲府戦より指揮を執ることになった。それまではU18監督の原田武男が暫定的に指揮を執った。8月からは調子を落とし、コロナウイルスで延期されていた第33節の栃木戦を1-1で引き分けたため、残り5試合を残して2位との勝ち点差が16に広まったため自動昇格の可能性が消え、そこから4連敗し、第41節にてプレーオフ出場の可能性も消滅。最終節は大宮に3-3で引き分け、15勝11分16敗（勝ち点56）の11位でシーズンを終えた。
天皇杯は3回戦でJ1のFC東京を破り、前年同様4回戦（ベスト16）まで進んだが、同じくJ1の福岡に0-2で敗れた。
シーズン終了後、2023年1月1日より代表取締役社長として会長である髙田旭人が兼任し、また新たな役職であるC.R.O（クラブリレーションズオフィサー）として高木琢也前監督が就任することが発表された。社長の岩下英樹は退任し関連会社である株式会社リージョナルクリエーション長崎の社長に就任する。

#### 2023年
- チームスローガン：「行くぞ、J1！すべてをJ1レベルへ。」

前シーズン途中から指揮を執ったファビオ・カリーレ体制2年目。アカデミー出身の江川湧清(→G大阪)をはじめ、植中朝日(→横浜FM)、山崎亮平(→宮崎)、二見宏志(→今治)、浅沼優瑠(→C新宿)がそれぞれ完全移籍し、イバルボが契約満了、笠原昂史(大宮)、菊地脩太(清水)は期限付き移籍の期間を終了した。また奥田晃也(→金沢)、村松航太(→北九州)が期限付き移籍することになった。一方、仙台に期限付き移籍していた名倉巧が復帰、2018年以来となったフアンマ・デルガド(福岡)をはじめ、岡野洵(町田)、増山朝陽(大分)、ヴァウド(清水)、今津佑太(広島)が完全移籍で、宮城天(川崎)、波多野豪(FC東京)がそれぞれ期限付き移籍で加入。また前年特別指定選手として登録され金沢戦では得点も挙げた白井陽貴(法政大学)と、瀬畠義成(東洋大学)、大渕来珠(東福岡高校)が新入団となった。
開幕は連敗スタートだったが第5節以降は勝ち星を積み重ね、昇格争いに加わる。しかし上位対決では力負けすることが多く、町田には2戦合計1-10など力の差を見せつけられた。それに下位チームとの対戦でも金沢や山口、栃木徳島などから勝ち点を取りこぼしたが、最終節まで昇格PO進出の可能性を残し、アウェイで千葉に勝利するも、他会場の結果により7位で終了。開幕前に掲げた2023シーズンのJ1昇格はならなかった。

#### 2024年
- チームスローガン：「感謝を胸に 行くぞ！最高の舞台へ。」

当初はカリーレ体制を継続する予定で、2023年12月4日には監督契約の更新を発表したが、その後12月20日にカリーレがサントスFC（ブラジル）の監督に就任する意向を示した。チームはサントスからの正式な移籍オファーを待ったものの、2024年1月13日にサントス側はカリーレの監督としての登録がブラジルサッカー連盟（CBF）に認められたこと、ならびに移籍に関する長崎との交渉を打ち切ったことを発表。これに対しチームは「発表内容が事実と異なる」と反発。最終的に1月19日にカリーレやコーチ3人、並びにサントスFCについて国際サッカー連盟（FIFA）に提訴する方針を発表し、2月15日に完了した。
また、このような状況が続くとチーム運営にも支障をきたすことから、チームでは1月5日に前大分監督の下平隆宏をヘッドコーチとして契約し、暫定的に指揮を任せることを明らかにした。そして2月15日、下平が監督に就任し、倉石圭二コーチがヘッドコーチへ昇格することが決定した。
長崎スタジアムシティの完成に伴い10月からホームスタジアムがPEACE STADIUM Connected by SoftBankとなり、こけら落としとなった10月6日の大分トリニータとの九州ダービー では4ー1で勝利。
リーグ開幕から1分1敗とスタートダッシュに失敗するも、そこから3連勝、5連勝を記録するなど好調を維持し、昇格争いに加わる。しかし24節甲府戦から7試合勝ちなしと不調に陥り、自動昇格枠との差を広げられる。しかし終盤にかけて復調し、新スタジアムが完成してから最終節まで5連勝を飾る。一時は引き離されていた2位を猛追し、最終節では勝利かつ2位の横浜FCの敗戦で逆転での自動昇格という状況だったが、横浜FCが山口と引き分けたため勝ち点1差の3位で終わり、惜しくも自動昇格を逃した。
9年ぶりに臨んだJ1昇格プレーオフは準決勝で6位のベガルタ仙台と対戦。1-4で敗れて、昇格を逃した。
カリーレとの紛争については、8月末にFIFAが「当該紛争に関する管轄権がない」として訴えを却下した。チームではスポーツ仲裁裁判所（CAS）への控訴も検討したが、最終的に2025年3月、和解交渉の打ち切りと東京地方裁判所への提訴を進めることを明らかにした。

#### 2025年
- チームスローガン：「獲るぞ、TEPPEN。魅せろ、長崎の力。」

下平体制2年目。開幕から6試合負けなし（4勝2敗）で、第5、6節と初の連勝もあり一時は3位に浮上、開幕6連勝で首位独走する千葉を追っていたが、第7節からの3連敗を含む7試合連続勝利なし（3分4敗）で一気に10位まで順位を下げ、前半戦終了となる第19節終了時点で7勝7分5敗の勝点28、自動昇格圏の2位水戸と勝点差10、昇格プレーオフ圏の6位磐田と勝点差4の8位となる。第19節終了後の6月16日、下平監督との契約を解除、後任の監督に高木琢也代表取締役兼C.R.Oが兼任で就任することとなった。7月22日、親会社のジャパネットホールディングスが、村中悠介が代表を務めるベルギーにあるサッカークラブのシント＝トロイデンVVと資本業務提携を結んだ。経営権を持つDMMグループからSTVV株19.9%を18日付で取得し、第2位の株主となった。

## 経営問題（2017年）
2017年2月に日本プロサッカーリーグからの監査を受けて、同月8日に社長の池ノ上俊一および常勤役員全員が辞任を表明 し、15日には新しい役員人事が発表され、大株主の一社であるチョープロ社長の荒木健治が会長に就任した。
3月、池ノ上がクラブハウス内に開設した鍼灸院において療養費の不適切な保険請求が行われていたこと および、同月1日に開かれた臨時株主総会では、資金不足が深刻化し早ければ4月にも社員への給与未払いが発生する見込みであることが明らかにされた。
3月7日、英会話教室のNOVAホールディングスが出資を打診し、経営陣は3月10日に一旦はNOVAからの出資を受け入れる意向を表明するが、同日に当時の筆頭株主であるジャパネットホールディングス（以下「ジャパネット」）がチームを100%子会社化する意向を表明し、翌日にジャパネットの支援を受ける方針を決めた。なお、その後NOVA社は2019年にいわてグルージャ盛岡（当時J3）の運営会社の経営権を取得した。
ジャパネットは3月20日に既存株主に対して株式買取について説明を行った。
2017年4月20日時点で第三者割当増資と既存株主からの株式譲渡によりジャパネットがクラブ運営会社の89.5%の株式を取得、4月25日に株主総会と取締役会を開き、同日付でジャパネットの創業者・髙田明が代表取締役社長に就任した。同年5月16日付で全株式を取得した。
新たな経営陣が過去の経営体制の洗い直しを行っていたところ、2015年の開幕節から2017年第6節（4月2日）までのホームゲーム45試合で発表された入場者数について、「広告収入減を避けるため」との理由から入場者実数に運営関連スタッフ等を上乗せして発表していたことが判明。Jリーグに報告の上、2017年7月25日に行われた理事会で譴責と制裁金300万円の処分を受けた。

## タイトル・表彰

### 国内タイトル
- 日本フットボールリーグ：1回
  - 2012
- 九州サッカーリーグ：1回
  - 2006
- 全国社会人サッカー選手権大会：1回
  - 2006年（第42回）
- 長崎県サッカー選手権大会（兼天皇杯全日本サッカー選手権大会長崎県予選）：6回
  - 2006, 2007, 2009, 2010, 2011, 2012

### その他タイトル
- パシフィック・リム・カップ：1回
  - 2019

### その他表彰
- J1フェアプレー賞：1回
  - 2018

### 個人
- Jリーグ
  - フェアプレー個人賞
    - 2018年 : 澤田崇[59]
- J2リーグ
  - 得点王
    - 2023年：フアンマ・デルガド

  - ベストイレブン
    - 2023年：フアンマ・デルガド

  - 月間優秀監督賞
    - 2020年2・6・7月度：手倉森誠
    - 2021年9月度：松田浩

  - KONAMI月間MVP
    - 2017年11月度：前田悠佑
    - 2020年2・6・7月度：秋野央樹
    - 2021年9月度：エジガル・ジュニオ
    - 2022年7月度：エジガル・ジュニオ

  - 月間ベストゴール
    - 2020年12月度：大竹洋平（40節 東京V戦32分のゴールに対して）
    - 2021年9月度：エジガル・ジュニオ（30節 町田戦開始1分のゴールに対して）

  - フェアプレー個人賞
    - 2023年：波多野豪
- 日本フットボールリーグ
  - MVP
    - 2012年 : 河端和哉

  - ベストイレブン
    - 2011年 : 有光亮太
    - 2012年 : 原田欽庸、河端和哉、マイケル・ジェームズ、中山悟志

  - 最優秀監督
    - 2012年 : 佐野達

## スタジアム・練習場

### スタジアム

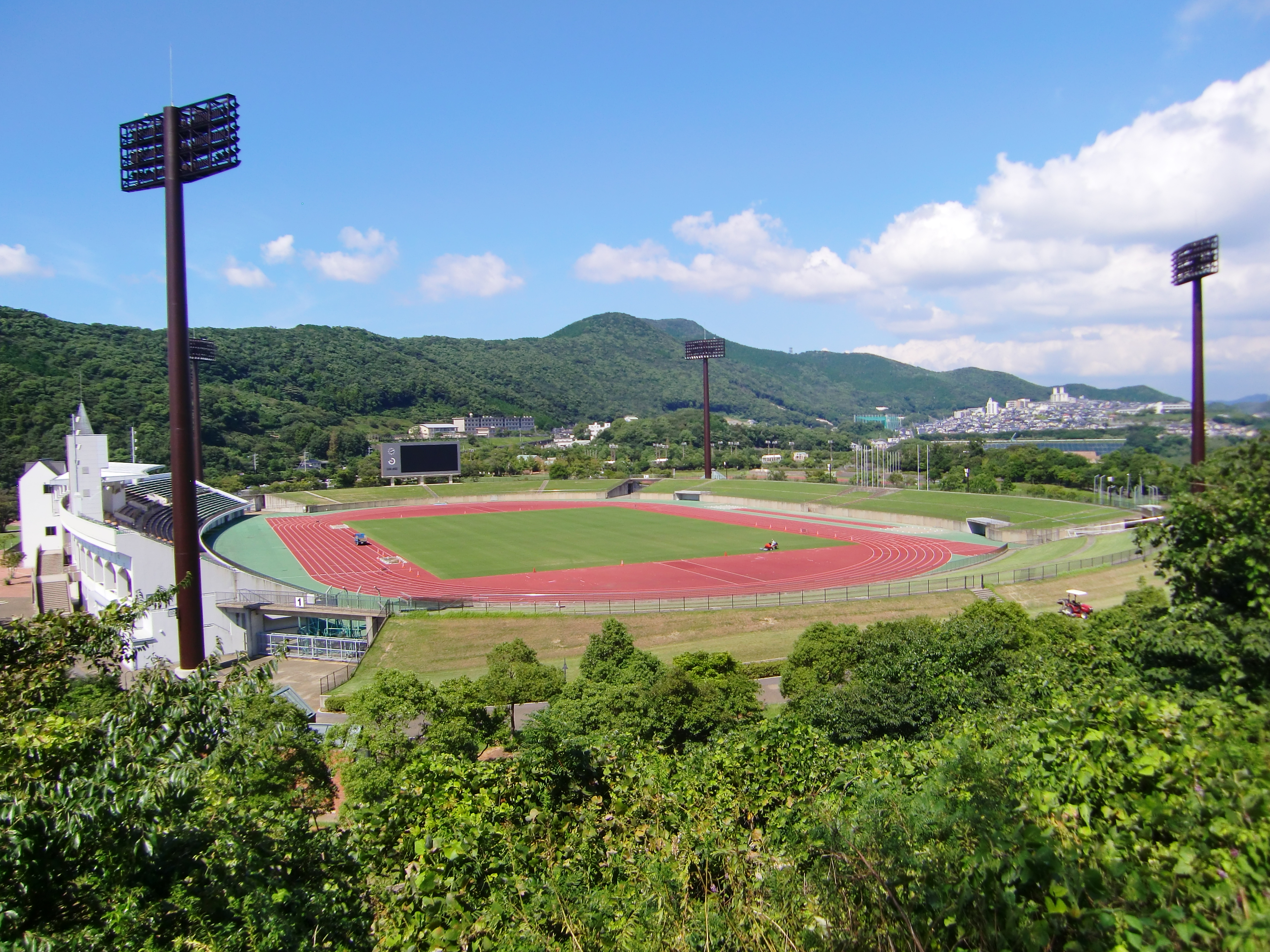
長崎市総合運動公園かきどまり陸上競技場

ホームスタジアムはPEACE STADIUM Connected by SoftBank（長崎市）で、現在全てのホームゲームをここで開催している。かつては諫早市の長崎県立総合運動公園陸上競技場 （トランスコスモススタジアム長崎、トラスタ。2024年9月22日まで）、そして長崎市総合運動公園かきどまり陸上競技場（2014年まで）でもホームゲームを開催。また、Jリーグ昇格前は島原市営陸上競技場など複数のスタジアムを併用していた。なお、過去のホームゲーム開催スタジアムは当項目を参照のこと。
長崎市総合運動公園かきどまり陸上競技場については、2009年に長崎県サッカー協会などと協力して改修を求める署名活動を実施した が、同競技場のJリーグ基準への改修は最終的に断念した。詳細は当項目を参照。
長崎市内での球技専用スタジアム建設に関してはJリーグ昇格前後から動きがあり、2012年に署名活動を行う、2014年に県内のサッカー・ラグビーなど体育関連団体が中心となって、長崎市茂里町の中部下水処理場（2016年度末に全体の約4割が稼働停止、更に2023年には全面操業停止予定）跡地に球技専用スタジアム「茂里町スタジアム」（仮称）を建設する構想を発表し、引き続き署名活動を進める などの動きがあった。
2017年、長崎市幸町の三菱重工業長崎造船所幸町工場の再開発事業計画案募集に、V・ファーレンの親会社となったジャパネットホールディングスが応募。2018年4月24日付でジャパネットが優先交渉先に決定したことが明らかになった。計画では、約2万3000人収容の球技専用スタジアムを建設、その周辺にマンションやオフィス、商業施設を建設するというもので、ジャパネットと竹中工務店（スタジアム建設）・ジョーンズ・ラング・ラサール（不動産開発）との共同事業として取り組むことが想定されている。
2020年12月、ジャパネットホールディングスは長崎市幸町に建設を予定する新スタジアムを2万席とするなどとした「長崎スタジアムシティプロジェクト」の基本設計の概要を公表。スタジアムは1席当たりの大きさや座席間隔を広げたり、オフィスや商業施設を含めてICTを活用して、新型コロナウイルスをはじめとした感染症対策を考慮した施設とする。2022年に着工し、2024年夏の完成、同年秋の開業を目指す。
新スタジアムの名称は、ソフトバンクとの命名権契約により「PEACE STADIUM Connected by SoftBank」（ピースタ）となり、2024年のJ2リーグにおいては、9月までの主管16試合をトラスタ、10月以後の3試合をピースタで行う予定で、10月6日の大分トリニータ戦が新スタジアムの実質的なこけら落としとなる予定。

### 練習場
2014年9月、長崎市東部の戸石町に専用練習場「V・ファーレン十八銀行フィールド」が完成した。十八銀行の所有していた「十八銀行戸石グラウンド」に天然芝等を整備したもの。2015年4月にはグラウンドに隣接する形でクラブハウスもオープンした。クラブハウスは元々空き家だった日本家屋をリフォームしたもので、その見た目がメディアでも話題となった。
2016年8月には、同月に供用開始した諫早市多良見町の諫早市サッカー場／なごみクラブハウスを新たな練習場として使用開始。
2017年3月には併設のクラブハウスが完成したが、同クラブハウスは一般社団法人が所有権を持っており、前述の経営問題の影響で一般社団法人の運営方針が不透明な状態が続いていたこともあり、供用開始が遅れていた。その後、諫早市サッカー場の冬芝切り替えに合わせる形で2017年11月15日に移転した。
2018年12月、ジャパネットホールディングスとクラブが「10ha程度の⼟地を20年以上利⽤可能（無償賃貸契約が前提）」「観覧席付き練習場・クラブハウス等が建築可能な用途地域であること」等を条件に、練習拠点の⽤地提供等で協力可能な自治体を長崎県内で公募。これに大村市が関心表明書を提出し、同市と協議を行うこととなった。大村市は当初、整備中の市総合運動公園（大村市黒丸町）とその周辺の利用を提案していたが、用地買収に時間がかかることから除外。逆にジャパネット側からは、市が雄ヶ原町で計画中の新工業団地を全面利用することを逆提案した。しかし、用地を無償提供することと、工業団地への新企業誘致・雇用創出ができなくなることに市が難色を示した。引き続き、同工業団地を利用する前提で計画の規模や手法等について協議を行った ものの、最終的に市側が「拠点整備に関する各種課題の解消ができないため、協力は難しい」と回答。新工業団地への移転計画は断念し、クラブの拠点整備構想は振り出しに戻った。
その後、ジャパネットホールディングスは大村市との交渉を継続。2020年1月31日に、大村市が当初提案した市総合運動公園の計画にV・ファーレンの練習拠点整備を組み込むことで合意したことを発表した。具体的なスキームとしては、大村市が市総合運動公園の整備として天然芝2面・人工芝1面のグラウンドと体育館を整備し、隣接地にV・ファーレンがクラブハウスと屋内練習場を整備するというもので、クラブハウス等の用地はジャパネットが取得することとする。総事業費は市負担分が約18億円、ジャパネット負担分が約20億円と見込まれている。ところが2020年7月30日、「当初の想定に比べ実現に11年もの遅れが見込まれる」ことなどを理由にジャパネットが本件の計画中断を発表し、またも構想は振り出しに戻っている。

## ユニフォーム

### クラブカラー
- 青、    オレンジ
  - 2007年 - 2010年シーズンの2ndユニフォームはオレンジ。
  - 2011年 - 2012年シーズン、1stユニフォームは青、2ndユニフォームはグレー。

### 限定ユニフォーム
戦後70年、長崎での被爆70年を迎えた2015年の夏より、平和を祈念するユニフォームを発表している。原爆の悲惨さとともに、スポーツのできる平和の尊さを感じられるように、という思いが込められている。
- 2015年：クラブカラーである青とオレンジのグラデーションをベースに、ユニフォーム全体に祈りの折り鶴模様をプリント。また、長崎の平和を象徴する「平和祈念像」のシルエットを配置。長崎の象徴とも言えるこの平和祈念像をデザインに入れることで、若者を含めた様々な層へ、原爆投下日である1945年8月9日の認知、原爆の悲惨さと平和の尊さを喚起できるデザインとしている。8月に開催する2回のホームゲーム限定で着用された。なお、売上の一部は、日中韓3カ国による小学生サッカー大会「第1回 VREDE CUP in NAGASAKI」（8月15-16日開催）に寄付された[80]。
- 2016年：シャツの前面には平和祈念像をプリント。原爆の脅威を表す右手を中心に据え、天を指す指先に陰影をつけて強調。また、左右の異なるカラーを切り裂くように下から上へと昇るような光を、指先に合わせることで、過去から未来へと平和の光を照らし続けていけるように、という願いを込めている。また、シャツの背面には、ギリシャ政府によって長崎に贈られた長崎誓いの火・灯火台をデザイン。7月 - 8月に開催する3回のホームゲーム限定で着用された[81]。
- 2017年：折り鶴とタスキ、そして長崎の象徴になっている「平和祈念像」をデザイン。平和の象徴である折り鶴をベースに、左肩から右裾にかけて、折り鶴によるタスキを浮かび上がらせ、原爆の悲惨さと平和の尊さを次世代につないでいく気持ちを表している。また、右肩にはクラブカラーのブルーとオレンジで折り鶴をプリント。8面9点で描かれた折り鶴で、原爆が落とされた日付である8月9日を象徴。一方、背面には平和祈念像を配置している。「長崎を最後の被爆地に」という思いを、長崎から世界に向けて発信していく。8月の3試合限定で着用された[82]。
- 2018年：2018年は、J1で同じ被爆地の広島との対戦があることから、両地域からの思いを込めるため、平和の象徴である折り鶴をメインに、長崎県出身の岡本一宣デザイン事務所がデザインを担当した。年齢や性別、国籍も異なる多くの人々が被爆した歴史を、サイズやカラーの異なる折り鶴でデザイン。未来への広がりを意味するシェブロンラインをデフォルメしたV字を、シャツの全面にプリントすることで、70数年の経過を表し、サッカーを通して、平和を楽しむことのできる今があることを表現。ナガサキの地から世界に向けて原爆の悲惨さと平和の尊さを発信する。7月 - 8月のホームゲーム5試合で着用された[83]。またこの年より、ジャパネットたかたと日本ユニセフ協会のユニフォーム掲出箇所を通常ユニフォームと入れ替えている。
- 2019年：クラブの平和祈念活動のコンセプトである「愛と平和と一生懸命」をテーマに、岡本一宣デザイン事務所がデザインを担当した。平和の象徴であるハトの羽をモチーフに、羽の重なりで長崎の「長」をデザインしたり、ハート形の羽をアクセントにしている。また、クラブカラーの青とオレンジを筆で描いたようなラインでデザインしており、平和と愛を謳い、風に乗って颯爽と飛ぶハトの姿に、選手がピッチで疾走する姿を重ねている。7月 - 8月のリーグ戦7試合で着用された[84]。
- 2021年：平和の象徴である「鳩」と「オリーブの葉」をモチーフに、岡本一宣デザイン事務所がデザインを担当した。本年は「平和の祭典」と称されるオリンピックの開催年でもあることから、勝者に与えられるオリーブをモチーフにすることで、V・ファーレン長崎が勝利と平和を運んでくる存在になるという願いが込められている。7月 - 9月のリーグ戦9試合および天皇杯1試合で着用された[85]。
- 2022年：「平和への願いを込めた折り鶴」と「V・ファーレン長崎の"V"」、「長崎の県花である雲仙ツツジ」をモチーフに、岡本一宣デザイン事務所がデザインを担当した。植物を組み合わせることで、自然の優しさと力強さを表している。被爆77年を迎え、被爆者のいない時代が近づいていることから、モチーフを小さめに散りばめ、日常でも着用しやすいデザインにすることで、多くの方がこの平和祈念ユニフォームを通して日常の中で気軽に平和について考えるきっかけにしてほしいという思いが込められている。7月 - 8月のホームゲーム4試合で着用された[86]。

2024年：長崎スタジアムシティ完成により、記念ユニフォームとしてフィールドプレイヤーは青が多く入っていて、紫、黄色などの色が入ったユニフォーム、そしてゴールキーパーは金色が多く入っていて、紫、青などが入ったユニフォーム。そして、価格はプロモデルは2,2000円、コンフィットTシャツは7,000円で買える。

### ユニフォームスポンサー
| 掲出箇所   | スポンサー名         | 表記                                        | 掲出年                   | 備考 |
| 胸         | ジャパネットたかた   | Japanet                                     | 2009年 - 2010年 2012年 - | 2018年 - 2019年の平和祈念ユニは背中上部 2021年の平和祈念ユニは背中下部 2022年の平和祈念ユニは袖 2009年 - 2010年は「ジャパネットたかた」表記 2012年 - 2014年は「ジャパネット ジャパネットたかた」表記 |
| 鎖骨       | メモリード           | メモリード（1st） メモリード・ライフ（2nd） | 2019年 -                 | 左側に表記 |
| 鎖骨       | トランスコスモス     | trans cosmos people&technology              | 2022年 -                 | 右側に表記 2016年 - はスタジアムネーミングライツ契約締結 |
| 背中上部   | MSCクルーズ          | MSC                                         | 2020年 -                 | |
| 背中下部   | 三井住友海上火災保険 | MS&AD 三井住友海上                          | 2022年 -                 | |
| 袖         | なし                 | -                                           | -                        | |
| パンツ前面 | モリリン             | モリリン                                    | 2022年 -                 | 2020年 - 2021年は鎖骨右側 |
| パンツ背面 | なし                 | -                                           | -                        | |

### ユニフォームサプライヤーの遍歴
- 2005年 - 2011年：プーマ
- 2012年 - 2013年：ペナルティ
- 2014年 - 2019年：ヒュンメル
- 2020年[87] - 2023年[88]：アンブロ
- 2024年[89][90]：マクロン
- 2025年[90] - 現在：ファナティクス

### 歴代ユニフォーム
| FP 1st      |             |             |      |      |
| 2005 - 2006 | 2007 - 2008 | 2009 - 2010 | 2011 | 2012 |
| 2013        | 2014        | 2015        | 2016 | 2017 |
| 2018        | 2019        | 2020        | 2021 | 2022 |
| 2023        | 2024        | 2025 -      |      |      |
|             |             |             |      |      |

| FP 2nd      |             |             |      |      |
| 2005 - 2006 | 2007 - 2008 | 2009 - 2010 | 2011 | 2012 |
| 2013        | 2014 - 2015 | 2016        | 2017 | 2018 |
| 2019        | 2020        | 2021        | 2022 | 2023 |
| 2024        | 2025 -      |             |      |      |
|             |             |             |      |      |

| FP Other        |                 |                 |                 |                                 |
| 2015 · 平和祈念 | 2016 · 平和祈念 | 2017 · 平和祈念 | 2018 · 平和祈念 | 2019 · 平和祈念                 |
| 2021 · 平和祈念 | 2022 · 平和祈念 | 2023 · 平和祈念 | 2024 · 平和祈念 | 2024 · PEACE STADIUM · 開場記念 |
| 2025 · 平和祈念 |                 |                 |                 |                                 |
|                 |                 |                 |                 |                                 |

### 歴代ユニフォームスポンサー表記
| 年度 | 箇所                                 | 箇所                                          | 箇所                           | 箇所                                 | 箇所                                 | 箇所                                 | 箇所                              | 箇所       | サプライヤー |
| 年度 | 胸                                   | 鎖骨左                                        | 鎖骨右                         | 背中上部                             | 背中下部                             | 袖                                   | パンツ前面                        | パンツ背面 | サプライヤー |
| 2005 | 親和銀行                             | 解禁前                                        | 解禁前                         | 岩崎本舗                             | 解禁前                               | -                                    | -                                 | 解禁前     | PUMA         |
| 2006 | 親和銀行                             | 解禁前                                        | 解禁前                         | 岩崎本舗                             | 解禁前                               | -                                    | むぎ焼酎 壱岐 IKI                 | 解禁前     | PUMA         |
| 2007 | 親和銀行                             | 解禁前                                        | 解禁前                         | 岩崎本舗                             | 解禁前                               | -                                    | むぎ焼酎 壱岐 IKI                 | 解禁前     | PUMA         |
| 2008 | 親和銀行                             | 解禁前                                        | 解禁前                         | 岩崎本舗 / KMT LABO                  | 解禁前                               | タクショク                           | むぎ焼酎 壱岐 IKI                 | 解禁前     | PUMA         |
| 2009 | ジャパネットたかた                   | 解禁前                                        | 解禁前                         | -                                    | 解禁前                               | 親和銀行                             | 美味果菜! うまかな 良果菜! よかな | 解禁前     | PUMA         |
| 2010 | ジャパネットたかた                   | 解禁前                                        | 解禁前                         | -                                    | 解禁前                               | 親和銀行                             | -                                 | 解禁前     | PUMA         |
| 2011 | -                                    | 解禁前                                        | 解禁前                         | -                                    | 解禁前                               | チョープロ                           | -                                 | 解禁前     | PUMA         |
| 2012 | ジャパネット ジャパネットたかた      | 解禁前                                        | 解禁前                         | リンガーハット                       | 解禁前                               | チョープロ                           | 長崎新聞                          | 解禁前     | PENALTY      |
| 2013 | ジャパネット ジャパネットたかた      | 解禁前                                        | 解禁前                         | リンガーハット                       | 解禁前                               | 岩崎本舗                             | -                                 | 解禁前     | PENALTY      |
| 2014 | ジャパネット ジャパネットたかた      | 解禁前                                        | 解禁前                         | リンガーハット                       | 解禁前                               | 岩崎本舗                             | -                                 | 解禁前     | hummel       |
| 2015 | Japanet                              | 解禁前                                        | 解禁前                         | チョープロ                           | 解禁前                               | 岩崎本舗                             | リンガーハット                    | 解禁前     | hummel       |
| 2016 | Japanet                              | 解禁前                                        | 解禁前                         | チョープロ                           | リンガーハット                       | 岩崎本舗                             | -                                 | 解禁前     | hummel       |
| 2017 | Japanet                              | 解禁前                                        | 解禁前                         | チョープロ                           | リンガーハット                       | 岩崎本舗                             | 名もなき一日を走る。 長崎バス     | 解禁前     | hummel       |
| 2018 | Japanet （通常） unicef （平和祈念） | -                                             | -                              | unicef （通常） Japanet （平和祈念） | -                                    | ハウステンボス                       | リンガーハット                    | 解禁前     | hummel       |
| 2019 | Japanet （通常） unicef （平和祈念） | メモリード （1st） メモリード・ライフ （2nd） | リンガーハット                 | unicef （通常） Japanet （平和祈念） | 五島の椿                             | -                                    | -                                 | 解禁前     | hummel       |
| 2020 | Japanet （通常） unicef （平和祈念） | メモリード （1st） メモリード・ライフ （2nd） | モリリン                       | MSC                                  | unicef （通常） Japanet （平和祈念） | Regional Creation NAGASAKI           | -                                 | -          | umbro        |
| 2021 | Japanet （通常） unicef （平和祈念） | メモリード （1st） メモリード・ライフ （2nd） | モリリン                       | MSC                                  | unicef （通常） Japanet （平和祈念） | NAGASAKI VΞLCΛ                       | -                                 | -          | umbro        |
| 2022 | Japanet （通常） unicef （平和祈念） | メモリード （1st） メモリード・ライフ （2nd） | transcosmos people&technology  | MSC                                  | MS&AD 三井住友海上                   | unicef （通常） Japanet （平和祈念） | モリリン                          | -          | umbro        |
| 2023 | Japanet                              | メモリード （1st） メモリード・ライフ （2nd） | trans cosmos people&technology | MSC                                  | MS&AD 三井住友海上                   | -                                    | モリリン                          | -          | umbro        |

## 下部組織
ユースチームとして、「U-18」（2012年発足）、「U-15」（2010年4月発足）、「U-12」（2011年4月発足）を有し、U-15はJリーグ U-13サザンクロスに参加している。また、2008年6月に開設した「V・ファーレン長崎サッカースクール」も別途運営しており、ジュニアA（小学校4･5･6年生）、ジュニアB（小学校1･2･3年生）、キッズ（幼稚園年中、年長）の3カテゴリから構成されている。なお、株式会社V・ファーレン長崎で行っていたアカデミーの運営の一部を2014年度より一般社団法人V.V.NAGASAKIスポーツクラブ（2014年3月19日設立）へ移管した。
また、2016年7月、セカンドチームとして18歳から23歳以下からなる「V・ファーレン長崎U-24」が創設された。
ただ、上述した2017年の経営危機などの影響も受け、アカデミーの運営は2019年現在株式会社V・ファーレン長崎に戻っている。V.V.NAGASAKIスポーツクラブも2018年7月に名称を「長崎県スポーツ振興会」と改めており、2019年現在はV・ファーレン長崎とは別個に活動を行っている。

## 決算
V・ファーレン長崎の決算は、つぎのとおり。

### 損益
| 年度 | リーグ | 収益 | 広告料 | 入場料 | 配分 | 育成 | その他 | 費用 | 人件費 | 試合 | トップ | 育成 | 女子 | 販売 | 利益 | 純利益 |
| 2013 | J2     | 718  | 248    | 132    | 100  | 36   | 203    | 728  | 229    | 115  | 78     | 26   | 0    | 279  | -9   | -11    |
| 2014 | J2     | 894  | 502    | 101    | 98   | 35   | 158    | 889  | 335    | 67   | 135    | 28   | 0    | 324  | 5    | 1      |
| 2015 | J2     | 897  | 440    | 94     | 87   | 9    | 267    | 888  | 348    | 74   | 98     | 10   | 0    | 358  | 9    | 2      |

出典: 各年度のJクラブ決算一覧
2011、
2012、
2013、
2014、
2015
金額の単位: 百万円
| 年度 | リーグ | 収益 | 広告料 | 入場料 | 配分 | 育成 | 物販 | その他 | 費用 | 人件費 | 試合 | トップ | 育成 | 女子 | 物販 | 販売 | 利益  | 純利益 |
| 2016 | J2     | 749  | 359    | 74     | 76   | 0    | 54   | 186    | 878  | 322    | 79   | 90     | 0    | 0    | 56   | 331  | -129  | -138   |
| 2017 | J2     | 1120 | 539    | 115    | 145  | 29   | 76   | 216    | 1056 | 494    | 80   | 101    | 31   | 0    | 63   | 287  | 64    | 54     |
| 2018 | J1     | 2323 | 1183   | 407    | 363  | 31   | 211  | 128    | 2310 | 814    | 168  | 239    | 66   | 0    | 131  | 892  | 13    | 37     |
| 2019 | J2     | 2564 | 1557   | 257    | 277  | 41   | 207  | 255    | 2555 | 1026   | 214  | 268    | 91   | 0    | 143  | 810  | 9     | 56     |
| 2020 | J2     | 1858 | 1182   | 147    | 157  | 32   | 160  | 180    | 2908 | 1382   | 137  | 365    | 79   | 0    | 128  | 817  | -1050 | -149   |
| 2021 | J2     | 1980 | 1240   | 167    | 160  | 44   | 184  | 185    | 2984 | 1384   | 167  | 416    | 70   | 0    | 168  | 779  | -1004 | 12     |

出典: 各年度のJクラブ決算一覧
2016
2017
2018
2019
2020
2021
金額の単位: 百万円

### 資産
| 年度 | 総資産 | 総負債 | 純資産 | 資本金 |
| 2013 | 218    | 187    | 31     | 221    |
| 2014 | 139    | 67     | 71     | 241    |
| 2015 | 221    | 147    | 73     | 240    |
| 2016 | 214    | 201    | 13     | 279    |
| 2017 | 271    | 204    | 66     | 276    |
| 2018 | 508    | 392    | 116    | 350    |
| 2019 | 629    | 456    | 173    | 350    |
| 2020 | 1096   | 1072   | 24     | 350    |
| 2021 | 1497   | 1461   | 36     | 350    |

金額の単位: 百万円
出典: 各年度のJクラブ決算一覧
2005、
2006、
2007、
2008、
2009、
2010、
2011、
2012、
2013、
2014、
2015、
2016、
2017、
2018、
2019、
2020、
2021

### 注記
1. ↑  「V・ファーレン」のカタカナ表記は「ヴィ・ファーレン」。「ヴイ・ファーレン」「ブイ・ファーレン」は誤記。
2. ↑  公式戦では、天皇杯2回戦とJ2第20節における連敗もある。
3. ↑  町田がJ2リーグで2位以内に入った場合、自動昇格枠が1つになり、J1・17位のクラブがJ1参入プレーオフ参加となるため。
4. ↑  J2リーグ第34節としての試合。選手達はPEACE STADIUMオープン記念ユニフォームで試合に臨んだ。
5. ↑  その後、NOVAホールディングスは2019年にいわてグルージャ盛岡（当時J3）の運営に参画し主要株主となっている。
6. ↑  ジャパネットへの株式譲渡前時点での株主構成は、ジャパネットホールディングスが19.26%、チョープログループ（チョープロ、長崎プロパン）が11.86%、アイティーアイ、メモリード、V・ファーレン長崎支援持株会が各4.45%[54]。